# Fraknónádasd
Fraknónádasd (németül Rohrbach bei Mattersburg, horvátul Orbuh) mezőváros Ausztriában, Burgenland tartományban, a Nagymartoni járásban.

## Fekvése
A Soproni-hegység északi lejtőin, a magyar határtól 3 kilométerre található. Fraknónádasd Zemenye-Selegd, Darufalva, Somfalva, Lépesfalva, Sopron, Lakompak, Szikra és Márcfalva községekkel határos.

## Közlekedés

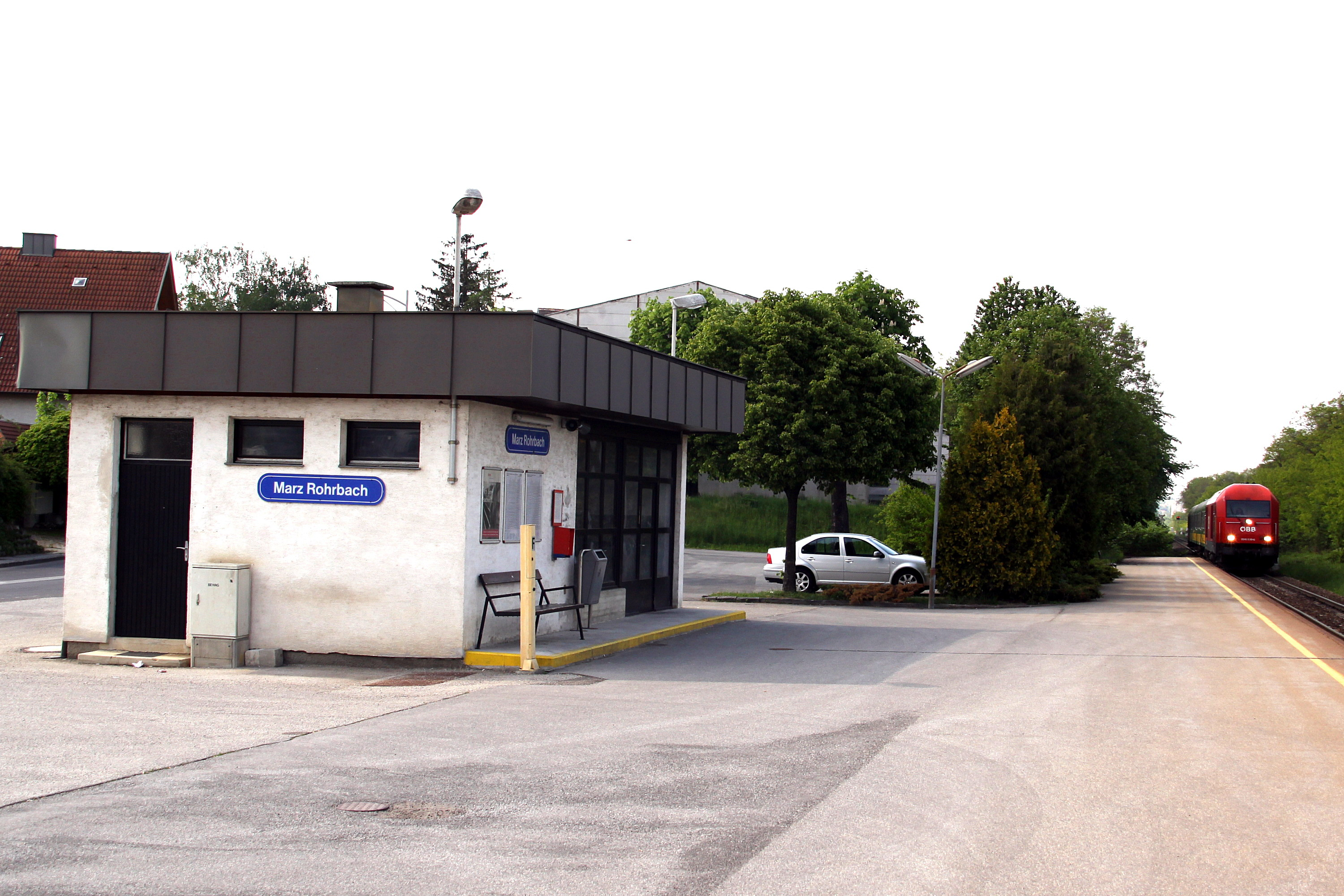
Az állomás

## Népesség
1910-ben 2099 német és magyar lakosa volt.
2001-ben 2718 lakosa közül német 2493 fő (91,72%), horvát 105 (3,86%), magyar 20 (0,73%), szlovák 4 (0,14%), cseh 3 (0,11%), egyéb 93 fő (3,42%).

## Története

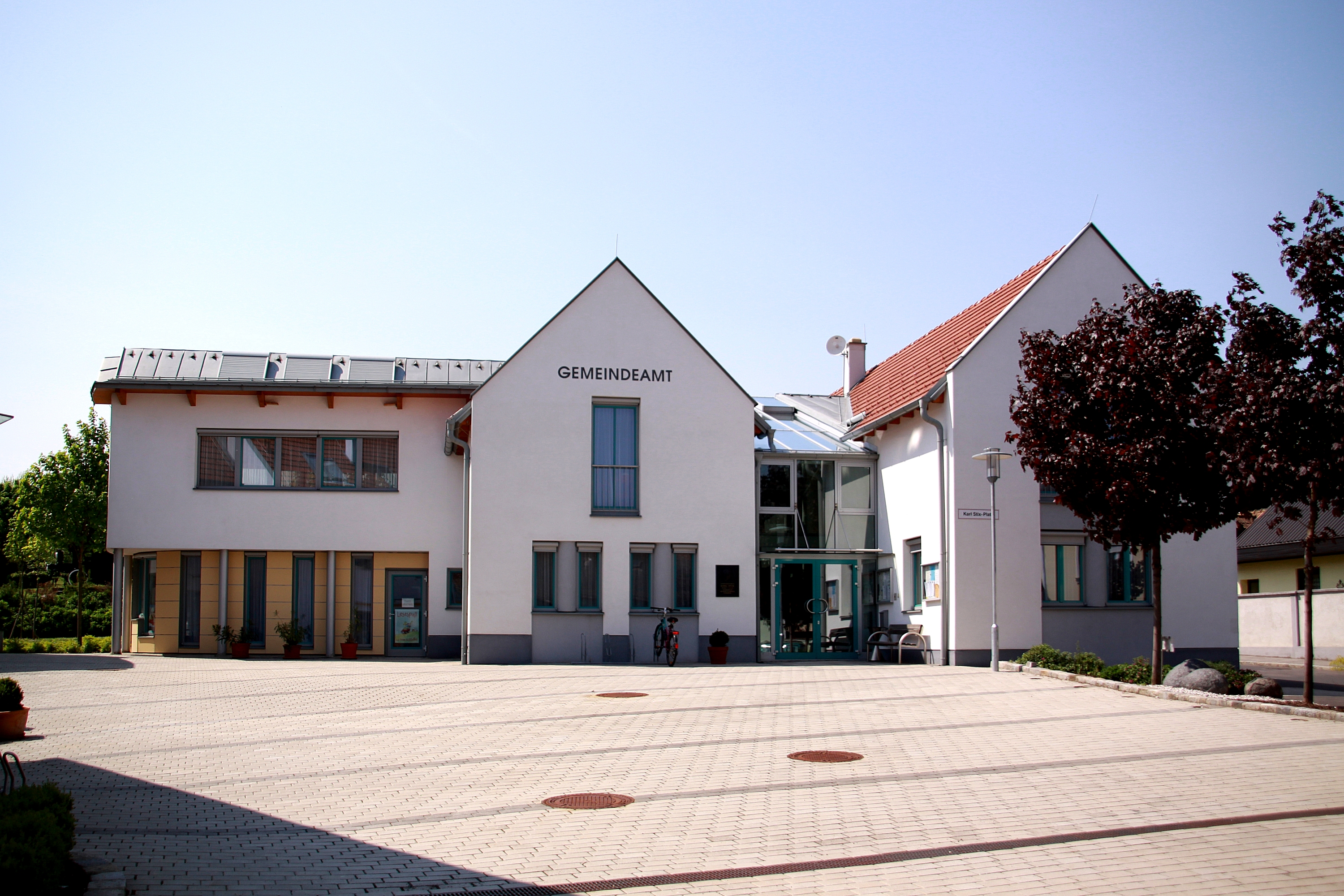
Községháza

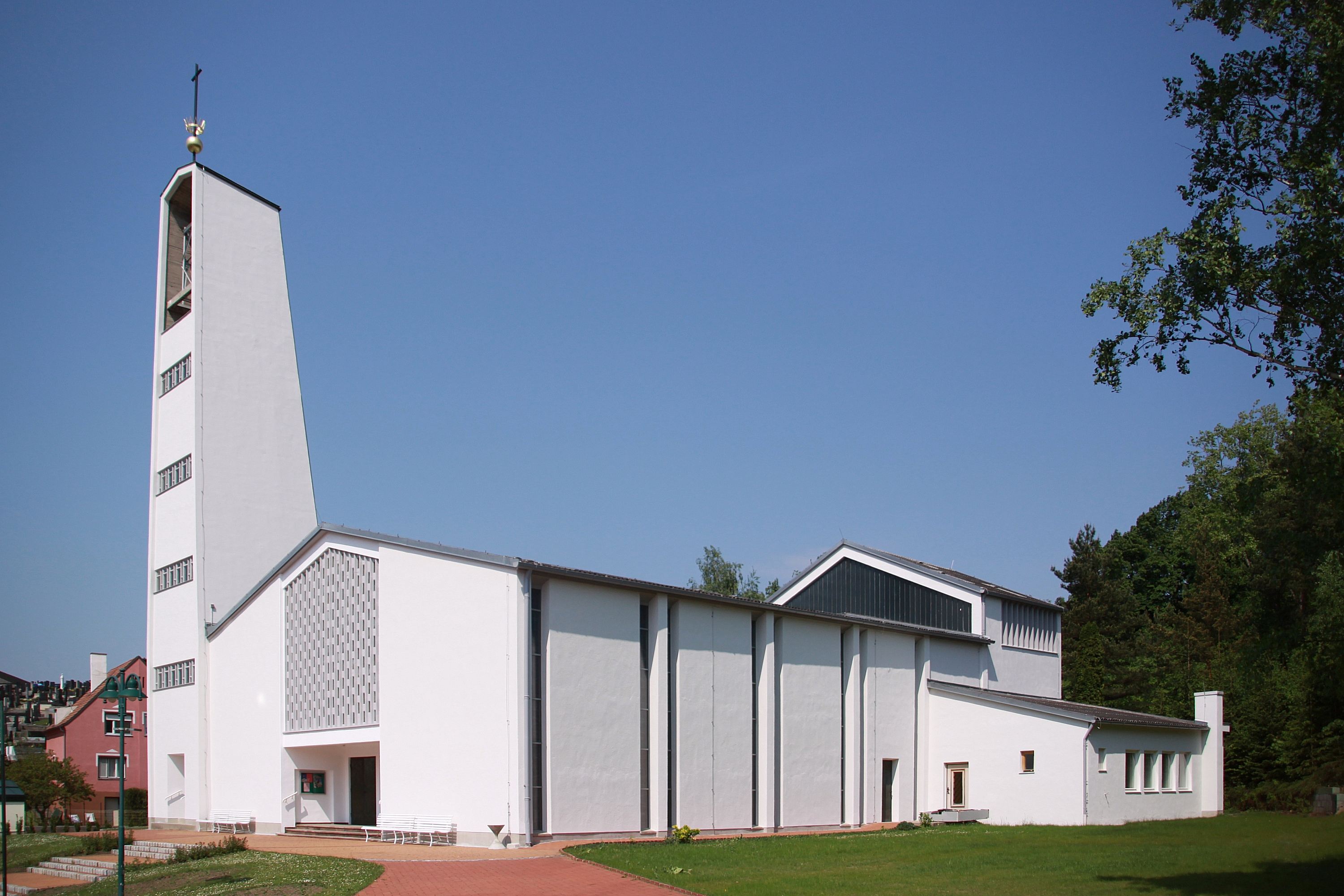
Római katolikus plébániatemplom

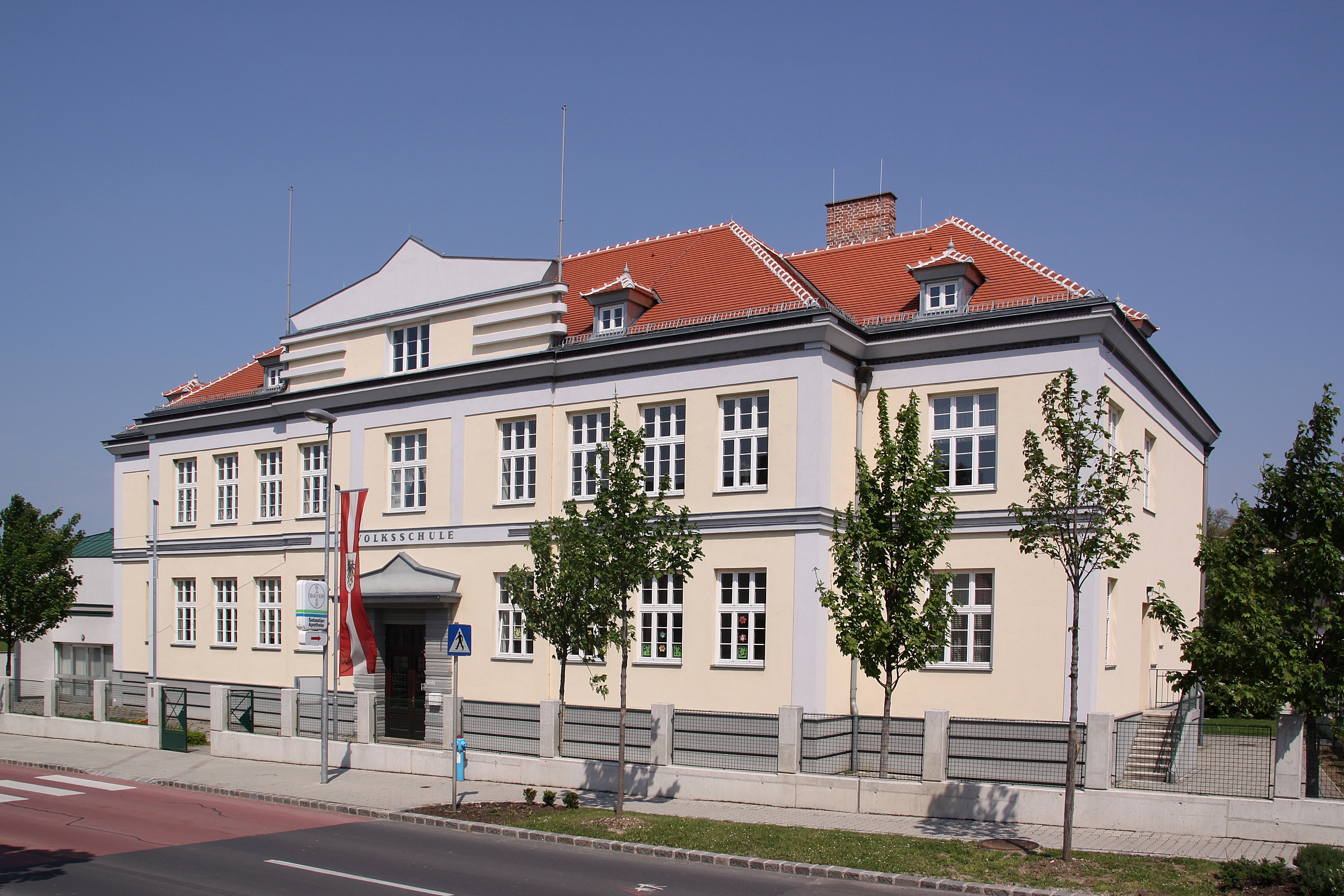
Népiskola

A település története a régészeti leletek alapján a kelta időkíg nyúlik vissza. A római korban egy római padlófűtéses udvarház állt itt, melynek alapfalai jó állapotban maradtak fenn.
A mai település első írásos említése 1274-ből származik. 1362-ben "Poss. Nadasd", 1412-ben "Rorbach" alakban említik a korabeli források.
A németújvári viszályról szóló leírások szerint vár is állt itt, melyet a viszály során 1294-ben kiraboltak. Ez a vár a feltételezések szerint egy lakótorony lehetett, melynek helye ma már nem ismert. A falut a török 1529-ben, 1532-ben és 1683-ban is elpusztította. Templomának első említése 1659-ből ismert, Szent Sebestyén vértanú tiszteletére volt szentelve. Plébániája 1688-ban már létezett, ettől az évtől vezetik anyakönyveit is.
Vályi András szerint " RÓRBACH. Orbuch. Német falu Sopron Várm. föld. Ura H. Eszterházy Uraság, lakosai katolikusok, fekszik Sopronhoz 1 5/8 mértföldnyire hegyes helyen, savanyú vize nevezetesíti; határja közép termékenységű, vagyonnyai meglehetősek, erdeje elég van."
Fényes Elek szerint " Rohrbach, magyarul Nádasd, német falu, Sopron vmegyében, Sopronhoz nyugot-északra 1 1/2 mfd., 1125 kath. lak., s paroch. templommal. Határa hegyes, s részint agyagos, részint kövecses és sovány. Van 313 1/2 h. szántóföldje, 107 1/2 h. rétje, 15 h. legelője, 284 4/2 kapa szőlője, 60 1/2 házikertje, s 300 h. községi erdeje. Cseresznyéje hires, almája is jófajta. Birja hg Eszterházy Pál."
A trianoni békeszerződésig Sopron vármegye Nagymartoni járásához tartozott, majd 1921-ben Ausztriához került. 1997-ben fürdőzésre, pihenésre alkalmas mesterséges tavat létesítettek a határában.

## Nevezetességei
- Római katolikus plébániatemploma.

A Rohrbacher Kogel természetvédelmi terület

- Fürdőtavát 1997-ben létesítették 2250 m²-es területen. Vize ivóvíz tisztaságú, melyet a vizet megszűrő mocsárnak és a vízinövényeknek köszönhet.
- A Rohrbacher Kogel és környéke természetvédelmi terület.
- A nemesgesztenyés.